# 構造計算書
構造計算書（こうぞうけいさんしょ）は、建築構造物の構造計算の概要・仮定条件・計算式・計算結果などをまとめた書類である。一般には、建築基準法施行規則（以下「規則」）第1条の3で規定された書類を指すが、広義では、建築構造物・土木構造物の構造計算に関する書類一般を指す。

## 建築基準法施行規則における構造計算書
一定の規模以上の建築物においては、建築確認申請及び構造計算適合性判定申請時に提出しなければならない書類のひとつとされており（規則1条の3、3条の7）、型式適合認定や構造方法等の認定の申請等に際しても提出が必要とされる（規則10条の5の2、10条の5の21等）。この書類によって、構造物の設計が、固定荷重（死荷重）・積載荷重（活荷重）・積雪荷重・風荷重・地震荷重等に対して安全であり、また使用上支障のないことが確認される。
一定規模以上の建築物においては、構造計算書の作成を含む構造設計は、構造設計一級建築士自らが行うか、または、一級建築士が行う場合には構造設計一級建築士に適合性確認を受けることが義務づけられている。

### 構造計算書の種類
提出しなければならない構造計算書は、用いた構造計算の種別等によって異なるが、網羅的に列挙すると以下の通りである（規則1条の3 表三）。
- 構造計算チェックリスト
- 使用構造材料一覧表
- 特別な調査又は研究の結果等説明書
- 基礎・地盤説明書
- 略伏図
- 略軸組図
- 部材断面表
- 荷重・外力計算書
- 応力計算書
- 断面計算書
- 基礎ぐい等計算書
- 使用上の支障に関する計算書
- 層間変形角計算書
- 層間変形角計算結果一覧表
- 保有水平耐力計算書
- 保有水平耐力計算結果一覧表
- 屋根ふき材等計算書
- 積雪・暴風時耐力計算書
- 積雪・暴風時耐力計算結果一覧表
- 損傷限界に関する計算書
- 損傷限界に関する計算結果一覧表
- 安全限界に関する計算書
- 安全限界に関する計算結果一覧表
- 土砂災害特別警戒区域内破壊防止計算書
- 剛性率・偏心率等計算書
- 剛性率・偏心率等計算結果一覧表